# Cyanea hamatiflora
Cyanea hamatiflora là loài thực vật có hoa trong họ Hoa chuông. Loài này được Rock mô tả khoa học đầu tiên năm 1913.